# Hubinek
Hubinek (prononciation [ xuˈbinɛk]) est un village de la gmina d'Ulhówek, du powiat de Tomaszów Lubelski, dans la voïvodie de Lublin, situé dans l'est de la Pologne.
Il se situe à environ 6 kilomètres à l'ouest d'Ulhówek (siège de la gmina), 21 kilomètres à l'est de Tomaszów Lubelski (siège du powiat) et 120 kilomètres au sud-est de Lublin (capitale de la voïvodie).
Sa population s'élève approximativement à 280 habitants.

## Administration
De 1975 à 1998, le village est attaché administrativement à l'ancienne voïvodie de Zamość.

Depuis 1999, il fait partie de la nouvelle voïvodie de Lublin.